# Côtes-de-provence La Londe
Le côtes-de-provence La Londe, ou plus simplement un la-londe, est un vin rouge ou rosé produit entre le massif des Maures et la côte de la mer Méditerranée, autour de La Londe-les-Maures.
Il s'agit d'une dénomination géographique de l’AOC côtes-de-provence.

## Histoire
Le littoral provençal a été colonisé par les Grecs : vers -600, les Phocéens s'installent à Marseille (en grec, Massalia; en latin, Massilia). Ils essaiment à Nice (Nikaia), Antibes (Antipolis), Hyères (Olbia), Six-Fours (Tauroeis), Arles (Arelate), Agde (Agathé), et au sud de Nîmes. Antérieurement la région était peuplée de Celtes appelés aussi Ligures ou Celto-Ligures.
C'est lors de la création de Massalia que les Phocéens implantent la vigne dans la Gaule celtique, les vignobles étant circonscrit à d'étroits espaces proches du littoral.
Laurent Bouby explique : « Au 1er millénaire avant notre ère, avec la colonisation phocéenne à Marseille et le dynamisme commercial des civilisations méditerranéennes (étrusques, grecques et phénico-puniques), la production et les échanges de vins explosent dans l’Ouest méditerranéen. On devine aisément la suite : des millions d’hectolitres de vins inondent le monde gaulois ».
Justin, dans son Abrégé des histoires philippiques (Historiarum Philippicarum, Livre XLIII, chap. IV,1-2), un ouvrage qu'il présente dans sa préface comme un florilège des passages les plus importants et les plus intéressants du volumineux Historiæ phillippicæ et totius mundi origines et terræ situs rédigé par Trogue Pompée à l’époque d’Auguste, explique : « Sous l'influence des Phocéens, les Gaulois adoucirent et quittèrent leur barbarie et apprirent à mener une vie plus douce, à cultiver la terre et à entourer les villes de remparts. Ils s'habituèrent à vivre sous l'empire des lois plutôt que sous celui des armes, à tailler la vigne et à planter l'olivier, et le progrès des hommes et des choses fut si brillant qu'il semblait, non pas que la Grèce eût émigré en Gaule, mais que la Gaule eût passé dans la Grèce ».
Passées les grandes invasions, les abbayes provençales de Saint-Victor, à Marseille, de Saint-Honorat, dans l'île de Lérins, puis du Tholonet, vont reconstitué et développer le vignoble.
Aux XVIIe et XVIIIe siècles, « les friands vins de clérets de la Provence » furent très appréciés à la Cour de France, où leur notoriété bénéficia de la plume de Madame de Sévigné qui effectuait de fréquents séjours en Provence. 
Le vignoble, déjà connu en 1848 sous le nom de Côtes de Provence, a dû être reconstruit au début du XXe siècle après la crise phylloxérique. Grâce aux efforts de quelques pionniers, un nouveau pas est franchi en 1951 avec l’accession en VDQS « côtes-de-provence ». Elle sera agrandie par deux arrêtés, puis l’accession en AOC par le décret du 24 octobre 1977. La dénomination de terroir de l’AOC Côtes de Provence La Londe a été reconnue en 2008.

## Géologie
Ce terroir comporte quatre types de sols : « les sols sur phyllades très altérées, caillouteux et peu profonds, les sols colluviaux de pente sur phyllades plus ou moins caillouteux, les sols colluviaux des zones d’effondrement avec des cailloux de quartzite, de grès et de phyllades et les sols d’alluvions anciennes avec des cailloux de quartzite, de grès et de phyllades. ».

## Climat
Il profite d'un climat méditerranéen. Les températures extrêmes tant hivernales qu'estivales sont atténuées. Les précipitations annuelles sont faibles (inférieures à 700 mm/an). La durée d’insolation est importante et le régime de ventilation par les brises de mer est quasi permanent et de forte amplitude.

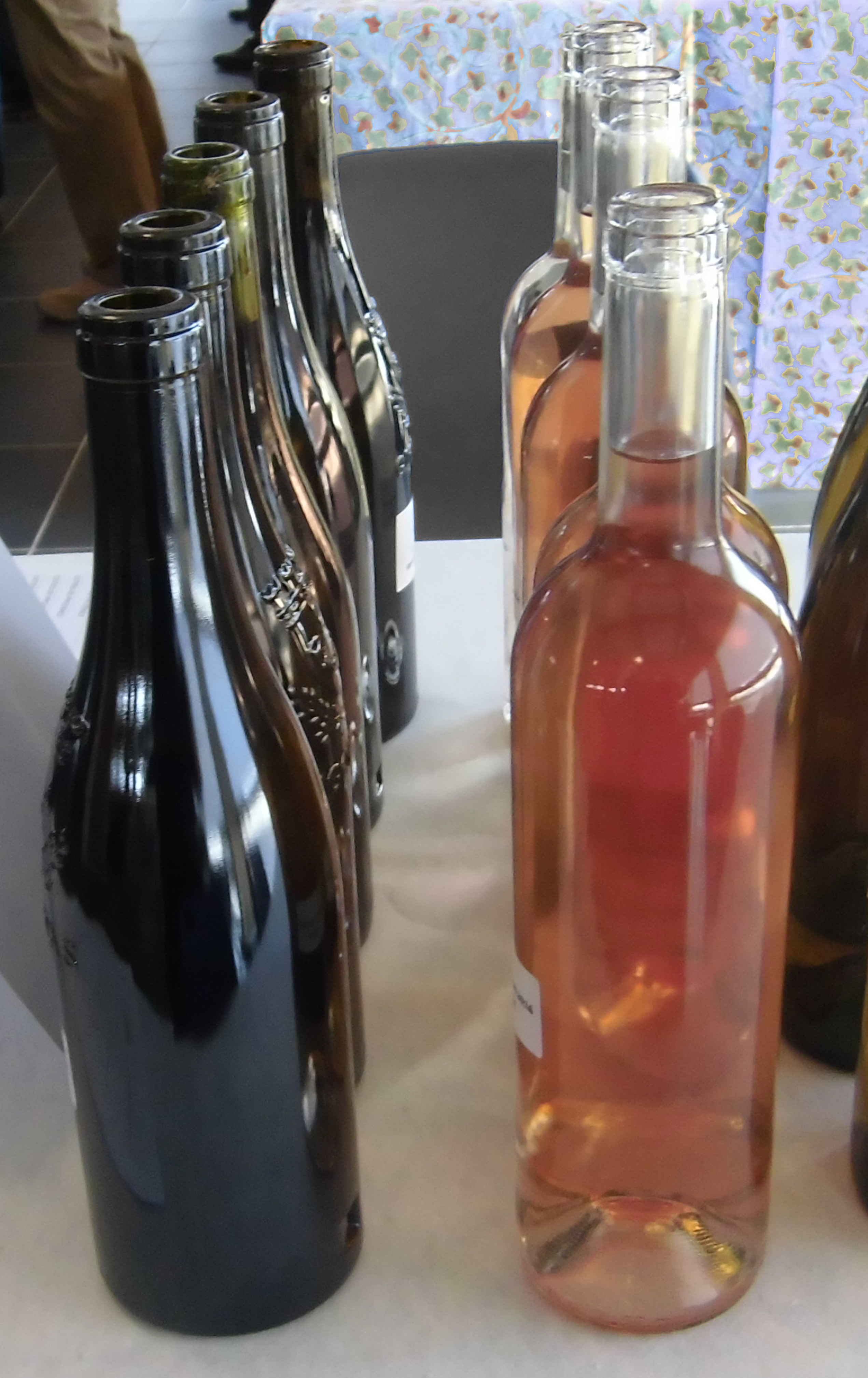
Bouteilles de côtes-de-provence La Londe lors d'une dégustation officielle

| Mois                              | jan.  | fév.  | mars  | avril | mai   | juin  | jui.  | août  | sep.  | oct.  | nov.  | déc.  | année   |
| --------------------------------- | ----- | ----- | ----- | ----- | ----- | ----- | ----- | ----- | ----- | ----- | ----- | ----- | ------- |
| Température minimale moyenne (°C) | 5,8   | 6,2   | 7,5   | 9,6   | 12,7  | 16,1  | 18,8  | 18,7  | 16,6  | 13,3  | 9,2   | 6,7   | 11,8    |
| Température moyenne (°C)          | 9,3   | 9,8   | 11,4  | 13,7  | 17,1  | 20,8  | 23,9  | 23,8  | 21,2  | 17,3  | 12,8  | 10,2  | 15,9    |
| Température maximale moyenne (°C) | 12,7  | 13,3  | 15,3  | 17,8  | 21,6  | 25,6  | 29,1  | 28,9  | 25,7  | 21,4  | 16,3  | 13,6  | 20,1    |
| Ensoleillement (h)                | 155,3 | 158,2 | 217,6 | 252,1 | 301,5 | 329,3 | 373,8 | 334,9 | 259,9 | 210,3 | 158,7 | 147,6 | 2 899,3 |
| Précipitations (mm)               | 76,3  | 88,3  | 56,4  | 55,7  | 45    | 22,3  | 6,6   | 28,5  | 49,1  | 93,9  | 69,4  | 73,5  | 665,2   |

## Présentation du vignoble
Il s'étend sur quatre communes du Var : Bormes-les-Mimosas, La Crau, Hyères et La Londe-les-Maures.

## Encépagement
Cépages principaux : deux cépages principaux obligatoires parmi :
- grenache N ;
- mourvèdre ;
- cinsault ;
- tibouren N ;
- syrah ;

## Méthodes culturales et réglementaires
Les vignes sont conduites en taille courte, à coursons à deux yeux, soit en gobelet soit en cordon de royat (double ou simple). Sauf pour la syrah  pour laquelle la taille longue (taille en guillot) est autorisée avec un maximum de 8 yeux francs par pied et 6 yeux francs maximum sur le long bois. La densité de plantation est de 4000 pieds par hectare et le rendement maximal autorisé de 50 hl/ha pour un rendement moyen de 44 hl/ha. 

## Terroir et vin
La superficie potentielle de ce vignoble est de 411 hectares, tandis que celle revendiquée est 80 hectares. La production s'élève à 3 500 hectolitres (en vins rosé et rouge) soit 460 000 cols/an.

## Type d'exploitations
La filière viticole comprend 34 caves particulières et coopératives.